# Pheroneonemertes dianae
Pheroneonemertes dianae är en djurart som tillhör fylumet slemmaskar, och som beskrevs av Gibson 1990. Pheroneonemertes dianae ingår i släktet Pheroneonemertes och familjen Amphiporidae. Inga underarter finns listade i Catalogue of Life.